# Odonaspis panici
Odonaspis panici (лат.) — вид полужесткокрылых насекомых-кокцид рода Odonaspis из семейства щитовки (Diaspididae).

## Распространение
Африка: Ангола, Египет, Марокко. Азия: Израиль, Иран, Шри-Ланка.

## Описание
Мелкие червецы, длина самок от 2,5 до 3 мм (ширина от 1,5 до 1,75 мм); расширенные спереди и сужающиеся кзади. Основная окраска беловатая и частично оранжевая. Самцы мельче: длиной 1 мм и шириной 0,5 мм.
Питаются соками таких растений, как просо Panicum turgidum, Pennisetum ciliare (Poaceae). Среди врагов отмечены паразитические наездники Physcus (Aphelinidae).
Вид был впервые описан в 1926 году энтомологом У. Дж. Холлом (Hall, W. J.) как Aclerda panici.
Таксон Odonaspis panici включён в состав рода Odonaspis Leonardi, 1897 вместе с таксонами Odonaspis anneckei, Odonaspis arcusnotata, Odonaspis aristidae, Odonaspis secreta и другими. Видовое название происходит от родового имени растения-хозяина (Panicum), на котором происходит развитие червецов.